# Municipio de East Bethlehem
El municipio de East Bethlehem (en inglés: East Bethlehem Township) es un municipio ubicado en el condado de Washington en el estado estadounidense de Pensilvania. En el año 2000 tenía una población de 2.524 habitantes y una densidad poblacional de 191 personas por km².

## Geografía
El municipio de East Bethlehem se encuentra ubicado en las coordenadas 39°59′30″N 79°59′49″O / 39.99167, -79.99694.

## Demografía
Según la Oficina del Censo en 2000 los ingresos medios por hogar en la localidad eran de $24,103 y los ingresos medios por familia eran $29,231. Los hombres tenían unos ingresos medios de $29,485 frente a los $17,275 para las mujeres. La renta per cápita para la localidad era de $13,024. Alrededor del 18,6% de la población estaban por debajo del umbral de pobreza.